# Charneca de Belas ao Pôr-do-Sol
Charneca de Belas ao Pôr-do-Sol é um óleo sobre tela da autoria do pintor português Silva Porto. Pintado em 1879 e mede 85 cm de altura e 150 cm de largura.
A pintura pertence ao Museu do Chiado de Lisboa.